# Seznam avstralskih arheologov
Seznam avstralskih arheologov.

## C
- Vere Gordon Childe
- Paul James Cowie

## D
- Raymond Dart

## E
- Samantha Eames

## F
- Barry L. Frankhauser

## H
- Basil Hennessy

## J
- Rhys Jones

## S
- Grafton Elliot Smith

## T
- Norman Barnett Tind